# Kenkō (krater)
Kenkō är en nedslagskrater på planeten Merkurius, med en diameter på ungefär 105 kilometer.
1976 uppkallade den efter författaren Yoshida Kenkō.